# Listă de seriale de comedie
Aceasta este o listă de seriale de televiziune create în genul comedie grupate după țară:

## Australia
- All Aussie Adventures (comedie satirică) (2004–2005)
- All Together Now (sitcom) (1990–1993)
- Angry Boys (2011)
- Are You Being Served? (Australian version of the sitcom) (1980–1981)
- The Aunty Jack Show (satire/sketch comedy) (1972–1973)
- Australia's Funniest Home Videos (1991–Present)
- Australia You're Standing In It (sketch comedy) (1983–1984)
- BackBerner (satire/sketch comedy) (1999–2002)
- Beached Az (animated short) (2009-2010)
- Big Girl's Blouse (comedy) (1994)
- CNNNN (The Chaser's satire/parody of CNN) (2002–2003)
- The Chaser's War on Everything (2006–2009)
- The Comedy Company (satire/sketch comedy) (1988–1990)
- Comedy Inc (2003–2007)
- The D-Generation (sketch comedy) (1986–1987)
- DAAS Kapital (satire/sketch comedy) (1991–1992)
- The Dave Allen Show in Australia (1975–1977)
- The Dingo Principle (satiră) (1988)
- Doctor Down Under (1979)
- Double the Fist (satire with sketch elements) (2004–2008)
- Fast Forward (sketch comedy) (1989–1992)
- Father, Dear Father in Australia (1978)
- Frontline (satire/sitcom) (1994–1997)
- Full Frontal (sketch comedy) (1994–1997)
- Funky Squad (satire (1994)
- The Games (satire/sitcom) (1988–2000)
- The Gerry Connolly Show (satiră) (1988)
- The Gillies Report (sketch comedy) (1984–1985)
- The Gillies Republic (sketch comedy) (1986)
- The Glass House (2001–2006)
- The Glynn Nicholas Show (comic variety) (1996)
- Good News Week (1996–present) (also "Good News Week Night Lite" and "Good News Weekend")
- Hamish and Andy's Gap Year (2011)
- Hamish and Andy's Euro Gap Year (2012)
- The Hamster Wheel (satire/comedy) (2011-prezent)
- Hey Dad! (sitcom) (1986–1994)
- Hey Hey It's Saturday (variety/sketch comedy) (1986–1996)
- The Hollowmen (2008-prezent)
- Household Help! (sitcom/sketch comedy) (2008-current)
- Housos (2011-prezent)
- In Melbourne Tonight (1988–1991)
- Jimeoin (variety/sketch comedy) (1994-1995)
- John Safran's Music Jamboree (documentary/comedy) (2002)
- John Safran vs God (documentary/comedy) (2004)
- Kath & Kim (sitcom) (2002–present)
- Kingswood Country (sitcom) (1980–1984)
- Laid (sitcom) (2011-2012)
- Lano and Woodley(1997–1998)
- The Late Show (sketch comedy) (1992–1993)
- Lawrence Leung's Choose Your Own Adventure (documentary/comedy) (2008)
- Let The Blood Run Free (parody of hospital dramas) (1990–1992)
- The Librarians (satiră) (2007)
- Love Thy Neighbour in Australia (1980)
- Lowdown (2010)
- The Mavis Bramston Show (satire/sketch comedy) (1964–1988)
- The Micallef Program (satire/sketch comedy) (2001–2003) (Series 2 was known as "The Micallef Programme", series 3 was known as "The Micallef Pogram" without the first "r" and the "-me")
- Minty (Australian/British production) (1998)
- The Money or the Gun (1989–1994)
- Mother and Son (sitcom) (1984–1994)
- The Naked Vicar Show (satire/sketch comedy) (1977–1978)
- News Free Zone (satire/sketch comedy) (1985)
- Newstopia (satire/sketch comdey) (2007-2008)
- The Norman Gunston Show (comedy) (1975–1979)
- Offspring (comedy/drama) (2010-2012)
- Outland (2012)
- The Paul Hogan Show (sketch comedy) (1973–1984)
- Pizza (2000–2007)
- Real Stories (2006)
- The Rasheed Patel Show (1990–1995)
- The Ronnie Johns Half Hour (satire/sketch comedy) (2005–2006)
- Shaun Micallef's Mad as Hell (satire/mock news items/sketch comedy) (2012)
- skitHOUSE (sketch comedy) (2003–2004)
- Something Stupid (1998)
- Stupid, Stupid Man (2006–2007)
- Summer Heights High (satiră) (2007)
- Swift and Shift Couriers (2008-2011)
- Talkin' 'Bout Your Generation (humorous game show) (2009-2012)
- Thank God You're Here (improvisation/sketch comedy) (2006–2009)
- Three Men and a Baby Grand (variety/sketch show) (1994)
- Trial by Marriage (1980)
- The Two Ronnies in Australia (1987)
- Up the Convicts (1976)
- We Can Be Heroes: Finding The Australian of the Year (comedie satirică) (2005)
- Welcher and Welcher (sitcom) (2003)
- Wilfred (2007-2010)
- Willing and Abel (sitcom) (1987)
- Woodley (2012)

## Belgia
- Alles kan beter
- Benidorm Bastards
- Buiten de Zone
- Bob & George
- Chris & Co
- De Kotmadam
- De Liegende Doos
- De Raf en Ronny Show
- De Vliegende Doos
- F.C. De Kampioenen
- Familie Backeljau
- Gaston & Leo Show
- Hagger Trippy
- Het Eiland
- Lili & Marleen
- Meester, hy begint weer!
- Neveneffecten
- Nonkel Jef
- Slisse & Cesaer
- Trigger Happy
- Tragger Hippy
- Urbain
- W817
- Willy's en Marjetten

## Canada
- Airwaves (1985–1987)
- An American in Canada (2002–2004)
- Apauled (2006–Present)
- Billable Hours (2006-2008)
- Blackfly (2000–2002)
- Canadian Comedy Shorts
- Chris & John's Road Trip! (2005)
- CODCO (1988–1992)
- Corner Gas (2004–2009)
- Dan for Mayor (2010-2011)
- Ed, Edd n Eddy (1999–2009)
- Four on the Floor (1986)
- The Gavin Crawford Show (2000–2002)
- Hangin' In (1981–1987)
- Hiccups (sitcom) (2010-2011)
- The Holmes Show (2002–2003)
- The Jane Show (2006–present)
- JR Digs (2001–present)
- Just for Laughs (1983–present in French, 1985–present in English)
- Just for Laughs Gags
- The Kids in the Hall (1989–1994)
- King of Kensington (1975–1980)
- The Little Vampire (1986–1987)
- The Newsroom (1996–1997, 2003–2005)
- The Red Green Show (1991–2006)
- Rick Mercer Report (2004–present)
- Royal Canadian Air Farce (1993–present)
- Second City Television (SCTV)
- Seeing Things (1981)
- This Hour Has 22 Minutes (1993–present)
- The Toronto Show
- Trailer Park Boys (2001–2009)
- The Trouble with Tracy (1971–1972)
- Twitch City (1998–2000)
- Wayne & Shuster (1954)
- The X (2003–present)
- XPM (2003)

## Grecia
- I Tris Harites (1990–1992)
- Sto Para Pente (2005–2007)
- I Savvatogennimenes (2004–2005)
- Peninta Peninta (2005–2007)
- Epta Thanasimes Petheres (2004–2009)
- I Ora I Kali (2004–2007)
- Irthe Ki Edese (2006–2007)
- Eutixismenoi mazi (2001–2009)
- O kyrios kai i kyria Pells (2009-)
- Deka Lepta Kirigma (2000–2004)
- To Retire
- To Kokkino Domatio
- Dyo ksenoi
- To kafe tis Xaras
- Oi Men Kai Oi Den
- Oi aparadektoi
- S1ngles
- To dis examartein
- Konstantinou kai Elenis
- Safe Sex
- Tayros me toxoti
- To kleidi
- Kai oi pantremenoi exoun psichi
- Latremenoi Mou Geitones
- Litsa.com
- Iperocha plasmata
- To soi mas
- Oi aftheretoi
- Kalinichta mama
- Xorismenoi me paidia
- Dolce Vita

## Jamaica
- Hello World Jamaica (2004–2006)

## Noua Zeelandă
- 7 Days
- Seven Periods with Mr Gormsby
- Go Girls
- Facelift
- Flight of the Conchords
- Wanna-Ben
- AoteroaHA
- Game of 2 Halves
- The Jono Project
- bro'Town
- Moon TV
- The Unauthorised History of New Zealand
- Birdland
- Pulp Sport
- Live at the Classic
- RadiRadiRah
- Would I Lie To You? NZ
- Country Calendar Dagg Special|Country Calendar
- Market Forces
- Letter To Blanchy
- The Jaquie Brown Diaries

## United Kingdom

### #
- 15 Storeys High (2002–2004)
- 2point4 Children (1991–1999)

### A
- A Bear's Tail (2005)
- A Bit of a Do (1989)
- A Bit of Fry and Laurie (1987–1995)
- Absolutely (1989–1993)
- Absolutely Fabulous (1992–2005, 2011-2012)
- Absolute Power (2003–2006)
- According to Bex (2005)
- The Adventures of Aggie (1956–1957)
- The Adventures of Brigadier Wellington-Bull (1959)
- Affairs of the Heart (1983–1985)
- After Henry (1988–1992)
- Agony (1979–1981)
- Agony Again (1995)
- Ain't Misbehavin' (1994–1995)
- Alas Smith and Jones (1984–1998)
- Albert and Victoria (1970–1971)
- Alcock and Gander (1972)
- Alexander the Greatest (1971–1972)
- Alistair McGowan's Big Impression (1999–2002)
- All About Me (2002–2004)
- All Along the Watchtower (1999)
- All at No 20 (1986–1987)
- All Change (1989–1991)
- All Gas and Gaiters (1966–1971)
- All in Good Faith (1985–1988)
- All Night Long (1994)
- All Our Saturdays (1973)
- 'Allo 'Allo! (1982–1992)
- An Actor's Life for Me (1991)
- And Mother Makes Three (1971–1973)
- And Mother Makes Five (1974–1976)
- Andy Capp (1988)
- Are You Being Served? (1972–1985)
- The Army Game (1957–1961)
- The Artful Dodger (1959)
- The Arthur Askey Show (1961)
- Arthur's Treasured Volumes (1960)
- As Good Cooks Go (1969–70)
- As Time Goes By (1992–2005)
- Atletico Partick (1995–1996)
- Astronauts (1981)
- At Last the 1948 Show (1967–1968)
- Attention Scum! (2001)

### B
- B-And-B (1968)
- Babes in the Wood (1998–1999)
- Bachelor Father (1970–1971)
- Backs to the Land (1977–1978)
- Baddiel and Skinner Unplanned (2000–2005)
- The Baldy Man (1995–1998)
- Barbara (1995–2003)
- Beast (2000–2001)
- The Bed-Sit Girl (1965–1966)
- Beggar My Neighbour (1966–1968)
- Believe Nothing (2002)
- The Benny Hill Show (1955–1991)
- The Big One (1992)
- Billy Liar (1973–1974)
- Big Train (1998–2002)
- Birds of a Feather (1989–1998)
- Blackadder (1983–1989)
- Black Books (2000–2004)
- Blandings Castle (1967)
- Bless Me Father (1978–1981)
- Bless This House (1971–1976)
- Blessed (2005)
- Bloomers (1979)
- Blott on the Landscape (1985)
- Blue Heaven (1992–1994)
- Bonjour la Classe (1993)
- The Book Group (2002–2003)
- Bootsie and Snudge (1960–1974)
- Bo' Selecta! (2002–2004)
- Bottle Boys (1984–1985)
- Bottom (1991–1995)
- The Bounder (1982–1983)
- Brass (1982—1990)
- Brass Eye (1997–2001)
- Bread (1986–1991)
- Bremner, Bird and Fortune (1999–2010)
- Brian Conley Show, The (1992–2000)
- The Brittas Empire (1991–1997)
- Broaden Your Mind (1968–1969)
- Broken News (2005)
- Bromwell High (2005)
- Brotherly Love (1999)
- Brothers in Law (1962)
- Brush Strokes (1986–1991)
- Butterflies (1978–1983)

### C
- Cannon and Ball (1979–1988)
- Captain Butler (1997)
- Carrie and Barry (2004)
- Casanova '73 (1973)
- The Catherine Tate Show (2004–2007)
- Catterick (2004)
- Chalk (1997)
- Chambers (2000–2001)
- Chance in a Million (1984–1986)
- Chef! (1993–1996)
- Chelmsford 123 (1988–1990)
- Chucklevision  (1987–present)
- Citizen James (1960–1962)
- Citizen Smith (1977–1980)
- City Lights (1985–1991)
- Clarence (1988)
- Clone (2008)
- Cold Feet (1998–2003)
- Colin's Sandwich (1988–1990)
- Come Back Mrs. Noah (1977–1978)
- Comedy Playhouse  (1962–1974)
- The Comic Side of 7 Days (2005)
- Coming of Age (2007-2011)
- Comrade Dad (1986)
- Coupling (2000–2004)
- The Cuckoo Waltz (1975–1980)
- Curry and Chips (1969)

### D
- Dad (1997–1999)
- Dad's Army (1968–1977)
- Dangermouse (1981–1992)
- Da Ali G Show (2000)
- The Day Today (1994)
- Dead Ernest (1980)
- Dead Ringers (2002–2007)
- Dear John (1986–1987)
- Dear Mother...Love Albert (1969–1971)
- Desmond's (1989–1994)
- The Detectives (1993–1997)
- dinnerladies (1998–2000)
- The Dick Emery Show (1963–1981)
- Doctor in the House (1969–1991)
- Doctors and Nurses (2004)
- Do Not Adjust Your Set (1967–1969)
- Don't Wait Up (1983–1990)
- Dressing for Breakfast (1995–1998)
- Drop the Dead Donkey (1990–1998)
- The Dustbinmen (1968–1970)
- Duty Free (1984–1986)

### E
- Early Doors (2003–2004)
- Educating Archie (1958–1959)
- End of Part One (1979–1980)
- The Estate Agents (2002)
- Ever Decreasing Circles (1984–1989)
- Executive Stress (1986–1988)
- Extras (2005–2007)
- Eyes Down (2003–2004)

### F
- The Fall and Rise of Reginald Perrin (1976–1979)
- The Fast Show (1994–2001)
- Father, Dear Father (1968–1973)
- Father Ted (1995–1998)
- Fawlty Towers (1975–1979)
- Feel the Force (2006)
- Filthy Rich and Catflap (1987)
- Fist of Fun (1995–1996)
- A Fine Romance (1981–1984)
- First of the Summer Wine (1988–1989)
- The Flipside of Dominick Hide (1980)
- Freaks and Geeks (1999-2000)
- French and Saunders (1987-2007)
- French Fields (1989–1991)
- Fresh Fields (1984–1986)
- The Frost Report (1966–1967)

### G
- Game On (1995–1998)
- Garth Marenghi's Darkplace (2004)
- Gavin & Stacey (2007–2010)
- George and Mildred (1976–1979)
- Get Some In! (1975–1978)
- Girls On Top (1985–1986)
- Gimme Gimme Gimme (1999–2001)
- Give My Head Peace (1998–present)
- The Gnomes of Dulwich (1969)
- The Good Life (1975–1978)
- The Goodies (1970–1982)
- Goodness Gracious Me (1998–2000)
- Goodnight Sweetheart (1993–1999)
- Grace & Favour (1992–1993)
- The Green Green Grass (2005–2009)
- Green Wing (2004–2007)

### H
- Hancock's Half Hour (later known as Hancock) (1956-1961,1963)
- Haggard (1990–1991)
- The Tony Hancock Show (1956–1957)
- Happy Families (1985)
- Hark at Barker (1969–1970)
- Hello, Cheeky! (1976)
- Hell's Bells (1986)
- Hi-de-Hi! (1980–1988)
- The High Life (1995)
- Hippies  (1999)
- His Lordship Entertains (1972)
- The Hitchhiker's Guide to the Galaxy (1981)
- Holding the Fort (1980–1982)
- Home to Roost (1985–1990)
- Honey for Tea (1994)
- How to Irritate People (1968)
- Hyperdrive (2006–2007)

### I
- Ideal (2005-2011)
- The Idiot Weekly, Price 2d (1956)
- I'm Alan Partridge (1997–2002)
- In Loving Memory pilot (1969) (1979–1986)
- The Irish R.M. (1983–1985)
- It Ain't Half Hot Mum (1974–1981)
- The IT Crowd (2006–2010)
- The Inbetweeners (2008–2010)

### J
- Jam (2000)
- Jeeves and Wooster (1990–1993)
- Joking Apart (1991–1995)
- This is Jinsy (2010-)

### K
- Keep It in the Family (1980–1983)
- Keeping Mum (1997–1998)
- Keeping Up Appearances (1990–1993, 1995)
- The Kenny Everett Video Show (1981–1988)
- Knowing Me Knowing You... with Alan Partridge (1994–1995)
- KYTV (1989–1993)
- The Kumars at No. 42 (2001–2006)

### L
- Last of the Summer Wine (1973–2010)
- The Late Show (1966–1967)
- Lead Balloon (2006-2011)
- The League of Gentlemen (1999–2002)
- The Lenny Henry Show (1984–1988)
- Les Girls (1988)
- Let Them Eat Cake (1999)
- The Life & Times of Tim (2008-2012)
- Life Begins at Forty (1978–1980)
- Life of Riley (2009–2011)
- The Likely Lads (1964–1966)
- Little Britain (2003–2006)
- Living It Up (1957–1958)
- Look Around You (2002–2005)
- The Losers (1978)
- Love and Kisses (1955)
- Love Thy Neighbour (1972–1976)

### M
- Maid Marian and her Merry Men (1989–1994)
- Man About the House (1973–1976)
- Man Stroke Woman (2005–2007)
- Marion and Geoff (2000–2003)
- Marriage Lines (1963–1966)
- May to December (1989–1994)
- Marty (1968–1969)
- Me and My Girl (1984–1988)
- Meet the Wife (1963–1966)
- Men Behaving Badly (1992–1998)
- Mind Your Language (1977–1986)
- Misfits (2009-prezent)
- Miss Jones and Son (1977)
- The Mighty Boosh  (2005–2007)
- Monarch of the Glen (2000–2005)
- Monkey Dust (2003–2005)
- Monty Python's Flying Circus (1969–1974)
- The Morecambe and Wise Show (1968–1977)
- Mulberry (1992–1993)
- Mr. Bean (1990–1995)
- Murder Most Horrid (1991–1999)
- My Family (2000–2011)
- My Hero (U.S.) (1952–1953)
- My Hero (UK) (2000–2006)
- My Husband and I (1956)
- My Husband and I (1987–1988)

### N
- Nearest and Dearest (1968–1973)
- Never Mind the Quality, Feel the Width (1967–1971)
- Never the Twain (1981–1991)
- Next of Kin (1995–1997)
- The New Statesman (1987–1992)
- Nightingales (1990–1993)
- Nighty Night (2004–2005)
- No Job for a Lady (1990–1992)
- No, Honestly (1974)
- Not Only... But Also (1965–1970)
- Not the Nine O'Clock News (1979–1982)
- Not Going Out (2006–present)

Modern Family(2009-prezent)

### O
- Oh, Brother! (1968–1970)
- Oh, Doctor Beeching! (1995–1997)
- The Office (2001–2003)
- One Foot in the Grave (1990–2000)
- One-Upmanship (1976)
- Only Fools and Horses (1981–2003)
- On the Buses (1969–1973)
- On the Up (1990-1992)
- Open All Hours (1973–1985)

### P
- A Perfect State (1997)
- Perfect World (2000-2001) (http://en.wikipedia.org/wiki/Perfect_World_%28sitcom%29)
- The Piglet Files (1990–1992)
- Porridge (1973–1977)
- Peep Show (2003–present)
- Peter Kay's Phoenix Nights (2001–2002)
- Pulling (2006–2009)

### Q
- Q5 (1969–1970)

### R
- Red Dwarf (1988–1999, 2009, 2012)
- Rev. (2010–present)
- Rex the Runt (1998–2001)
- Ripping Yarns (1976–1979)
- Rising Damp (1974–1978)
- Rita Rudner (1990)
- Robin's Nest (1977–1981)
- Rock & Chips (2010-2011)
- Romany Jones (1972-1975)
- Root Into Europe (1992)
- Round and Round (1984)
- The Royle Family (1998–2000, 2006, 2008, 2009, 2010)

### S
- Saxondale (2006–2007)
- Shelley (1979–1992)
- Sink or Swim (1980–1982)
- Smack the Pony (1999–2003)
- A Small Problem(1987)
- The Smoking Room (2004–2006)
- Skins (2007-prezent)
- Snuff Box (2006)
- So Haunt Me (1992–1994)
- Solo (1981–1982)
- Some Mothers Do 'Ave 'Em (1973–1978)
- Sorry! (1981–1988)
- Spaced (1999–2001)
- Spy (2011-prezent)
- The Staggering Stories of Ferdinand de Bargos (1989)
- Steptoe and Son (1962–1974)
- Stressed Eric (1998–2000)
- Stupid! (2005–2006)
- Supernova (2005-2006)
- Sykes (1972–1979)
- Sykes and A... (1960–1965)
- Sykes and a Big, Big Show (1971)

### T
- Teachers (2001-2004)
- That's Your Funeral (1971)
- That Mitchell and Webb Look (2006–2010)
- The Mitchell and Webb Situation (2001)
- The New Statesman (1987–1994)
- The Thick of It (2005–present)
- The Thin Blue Line (1995-1996)
- That Was The Week That Was (familiarly known as "TW3") (1962–1963)
- "Three Up, Two Down"
- Till Death Us Do Part (1965–1975)
- Two Pints of Lager and a Packet of Crisps (2001-2011)

### U
- The Upper Hand (1990-1996)
- Up Pompeii! (1969–1970)
- The Uncle Floyd Show (1974–1995)

### V
- The Vicar of Dibley (1994–2007)

### W
- Waiting for God (serial TV) (1990–1994)
- Watching (1987–1993)
- Whack-O! (1956–1972)
- What Ever Happened to the Likely Lads? (continued The Likely Lads series) (1973–1974)
- Whites (2010)
- Who Dares Wins (1983–1988)
- Whoops Apocalypse (1982)
- Whoops Baghdad (1973)
- Wodehouse Playhouse (1975–1978)
- The World of Wooster (1965–1967)

### Y
- Yes Minister and Yes, Prime Minister, its sequel (1980–1987)
- You Must Be The Husband (1987–1988)
- You Rang, M'Lord? (1988–1993)
- The Young Ones (1982–1984)

## United States

### #
- 2 Broke Girls (2011–present)
- 2 Stupid Dogs (1993–1995)
- 3rd Rock from the Sun (1996–2001)
- 8 Simple Rules (2002–2005)
- 10 Items or Less (2006-2009)
- 10 Things I Hate About You (2009-2010)
- 30 Rock (2006–2013)

### A
- Aaahh!!! Real Monsters (1994–1998)
- Accidentally on Purpose (2009-2010)
- According to Jim (2001–2009)
- The Addams Family (1964–1966)
- The Adventures of Brisco County, Jr. (1993–1994)
- The Adventures of Oky Doky (1948–1949)
- The Adventures of Ozzie and Harriet (1952–1966)
- The Adventures of Pete & Pete (1993–1996)
- ALF (1986–1990)
- ALF's Hit Talk Show (2004)
- Alias Smith and Jones (1971–1973)
- Alice (1976–1985)
- Aliens in America (2007–2008)
- All of Us (2003–2007)
- All-American Girl (1994–1995)
- All in the Family (1971–1979)
- The All New Planet's Funniest Animals (1999–present)
- The Alvin Show (1961–1962)
- Alvin and the Chipmunks (1983–1991)
- Amen (1986–1991)
- American Dad! (2005–present)
- America's Funniest Home Videos (1990–present)
- Amos & Andy (1928-1960 on radio, 1951-1953 on television)
- Andy Barker P.I. (2007)
- The Andy Griffith Show (1960–1968)
- Andy Richter Controls the Universe (2002–2003)
- Angie (1979–1980)
- Animaniacs (1993–1998)
- Archie Bunker's Place (1979–1983)
- Arliss (1996–2002)
- Arnie (1970–1972)
- Arrested Development (2003–2006)

### B
- Back to You (2007–2008)
- Barney Miller (1975–1982)
- Beavis and Butt-head (1993–1997)(2011–Present)
- Becker (1998–2004)
- Benson (1979–1986)
- The Ben Stiller Show (1992–1993)
- The Bernie Mac Show (2001–2006)
- Better Off Ted (2009–2010)
- Better With You (2010–2011)
- Beulah (1945-1953 on radio, 1950-1953 on television)
- The Beverly Hillbillies (1962–1971)
- Bewitched (1964–1972)
- The Big Bang Theory (2007–present)
- Big Day (2006–2007)
- The Bill Cosby Show (1969–1971)
- Bleep My Dad Says (2010–2011)
- Blossom (1991–1995)
- The Bob Cummings Show (1955–1959)
- The Bob Newhart Show (1961–1962, 1972–1978)
- Bob's Burgers (2011–present)
- Bonkers (1993–1995)
- The Boondocks (2005–2008, 2010, 2013)
- Bosom Buddies (1980–1982)
- Boy Meets World (1993–2000)
- The Brady Bunch (1969–1974)
- Bridget Loves Bernie (1972–1973)

### C
- C.P.O. Sharkey (1976–1978)
- Cavalcade of Stars (1949–1952)
- Candid Camera (1948–present)
- The Carol Burnett Show (1967–1978)
- Caroline in the City (1995–1999)
- The Cattanooga Cats (1969–1971)
- Center of the Universe (2004–2005)
- Charles in Charge (1984–1985, 1987–1990)
- The Charlie Brown and Snoopy Show (1983–1985)
- Cheers (1982–1993)
- Chico and the Man (1974–1978)
- Clarissa Explains It All (1991–1994)
- The Class (2006–2007)
- Coach (1989–1997)
- Community (2009-prezent)
- Cory in the House (2006–2008)
- Cosby (1996–2000)
- The Cosby Show (1984–1992)
- Cougar Town (2009–present)
- Courting Alex (2006)
- The Courtship of Eddie's Father (1969–1972)
- The Critic (1994–1995)
- Curb Your Enthusiasm (2000–present)
- Cybill (1995–1998)
- Conan (serial TV)

### D
- The Danny Thomas Show (1953–1965)
- Dave's World (1993–1997)
- The Days and Nights of Molly Dodd (1987–1991)
- The Dean Martin Show (1965–1974)
- Dear John (1986–1987)
- Dennis the Menace (1959–1963)
- Deputy Dawg (1959–1972)
- Designing Women (1986–1993)
- Desperate Housewives (2004-2012)
- Dexter's Laboratory (1996–1999, 2001–2003)
- Dharma & Greg (1997-2002)
- The Dick Van Dyke Show (1961–1966)
- Diff'rent Strokes (1978–1986)
- A Different World (1987–1993)
- Dinosaurs (1991–1994)
- The Donna Reed Show (1958–1966)
- Doogie Howser, M.D. (1989–1993)
- The Doris Day Show (1968–1973)
- Doug (1991–1999)
- Drake & Josh (2004–2007)
- Dream On (1990–1996)
- The Drew Carey Show (1995–2004)
- The Dukes of Hazzard (1979–1985)
- The Dukes (1983)

### E
- Easy Aces (1949–1950)
- Ed, Edd, n Eddy (1999–2009)
- The Ed Wynn Show (1949–1950)
- The Eddie Fisher Show (1953–1959)
- The Electric Company (1971–1977)
- Ellen (1994–1998)
- Empty Nest (1988–1995)
- Everybody Hates Chris (2005–2009)
- Everybody Loves Raymond (1996–2005)
- Eve (2003–2006)
- Evening Shade (1990–1994)
- Even Stevens (2000–2003)
- Executive Stress (1986–1988)
- Enos
- Entourage

### F
- The Facts of Life (1979–1988)
- Family Affair (1966–1971)
- Family Affair (2002–2003)
- Family Guy (1999–2002, 2005–present)
- Family Matters (1989–1998)
- Family Ties (1982–1989)
- The Famous Teddy Z (1989–1993)
- The Farmer's Daughter
- Father Knows Best (1949-1954 on radio, 1954-1962 on television)
- Fish (1977–1978)
- The Flintstones (1960–1966)
- The Flying Nun (1967–1970)
- Frasier (1993–2004)
- The Fresh Prince of Bel Air (1990–1996)
- Fridays (1980–1982)
- Friends (1994–2004)
- Full House (1987–1995)
- Futurama (1999–2003, 2007–present)
- Flo (serial TV)
- The Family Upcoming show

### G
- The Gale Storm Show (1956–1960)
- Gary Unmarried (2008–2010)
- The George Burns and Gracie Allen Show (1950–1958)
- George Lopez (2002–2007)
- Get a Life (1990–1992)
- Get Smart (1965–1970)
- Gidget (1965–1966)
- Girlfriends (2000–2008)
- Gilligan's Island (1964–1967)
- Gilmore Girls (2000–2007)
- Gimme a Break (1981–1987)
- Gloria (1982–1983)
- The Goldbergs (1929-1947 on radio, 1949-1956 on television)
- The Golden Girls (1985–1992)
- The Golden Palace  (1992–1993)
- Good Morning, Miami (2004)
- Good Sports (1991)
- Good Times (1974–1979)
- Grace Under Fire (1993–1998)
- Gravedale High (1990–1991)
- Green Acres (1965–1971)
- Grim & Evil (2001–present)
- Grounded for Life (2001–2005)
- Growing Pains (1985–1992)
- The Growing Paynes (1948–1949)

### H
- Hannah Montana (2006–2011)
- Hangin' With Mr. Cooper (1992–1997)
- Happy Days (1974–1984)
- Head of the Class (1986–1991)
- Heist (2006)
- Herman's Head (1991–1994)
- The Hogan Family (1986–1991)
- Hogan's Heroes (1965–1971)
- Home Improvement (1991–1999)
- Home Movies (1999–2004)
- The Honeymooners (1952–1970)
- Hope & Faith (2003–2006)
- Hot In Cleveland (2010-prezent)
- How I Met Your Mother (2005–present)
- Husbands (2011–present)
- The Hughleys (1998-2002)

### I
- I Dream of Jeannie (1965–1970)
- I Love Lucy (1951–1957)
- iCarly (2007–2012)
- In Case of Emergency (2007)
- In Living Color (1990–1994)
- Inspector Gadget (1983–1986)
- It's a Living (1980–1989)
- It's Always Sunny in Philadelphia (2005–Present)
- It's Like, You Know (1999-2000)

### J
- The Jack Benny Show (1950–1965)
- The Jackie Gleason Show (1966–1970)
- Jack & Jill (1999–2001)
- The Jeffersons (1975–1985)
- Jesse (1998-2000)
- Joanie Loves Chachi (1982–1983)
- Joey (2004–2006)
- Julia (1968–1971)
- Just the Ten of Us (1988–1990)
- Just Shoot Me (1997–2003)

### K
- Kathy (2012-prezent)
- Kenan & Kel (1996-2000)
- Kappa Mikey (2006–2008)
- Kate & Allie (1984-1989)
- Kath & Kim (2008-2009)
- Kenny vs. Spenny (2004-2009)
- The Kids in the Hall (1989–1994)
- King of the Hill (1997–2010)
- The King of Queens (1998–2007)
- The Knights of Prosperity (2007)

### L
- The Larry Sanders Show (1992–1998)
- The Late Late Show (CBS serial TV) (1995-prezent)
- Late Night with Conan O'Brien (1993–2009)
- Late Night with David Letterman (1982–1993)
- Late Night with Jimmy Fallon (2009–present)
- Late Show with David Letterman (1993–present)
- Laverne and Shirley (1976–1983)
- Leave It To Beaver (1957–1963)
- Less Than Perfect (2002–2006)
- The Life of Riley (1944-1951 on radio, 1949-1950 on television)
- Life With Bonnie (2002-2004)
- Listen Up! (2004–2005)
- Louie (2010-prezent)
- Love, American Style (1969–1974)
- The Love Boat (1977–1986)
- Love on a Rooftop (1966–1967)
- The Lucy Show (1962–1968)
- The Looney Tunes Show (2011)
- The Loop (2006-2007)

### M
- Mad About You (1992–1999)
- MADtv (1995–2009)
- Major Dad (1989–1993)
- Malcolm & Eddie (1996-2000)
- Malcolm in The Middle (2000–2006)
- Mama (1949–1956)
- Mama's Family (1983–1990)
- The Man from U.N.C.L.E. (1964–1968)
- Many Happy Returns (1964–1965)
- The Many Loves of Dobie Gillis (1959–1963)
- Margie (1961–1962)
- Married... with Children (1987–1997)
- Martin (1992–1997)
- Mary Hartman, Mary Hartman (1976–1978)
- Mary Tyler Moore (1970–1977)
- M*A*S*H (1972–1983)
- Maude (1972–1978)
- Maybe It's Me (2001–2002)
- Mayberry R.F.D. (1968–1971)
- McHale's Navy (1962–1966)
- Metalocalypse (2006-prezent)
- The Middle (2009–Present)
- Mike & Molly (2010-prezent)
- The Milton Berle Show (1948–1956)
- Mister Ed (1961–1966)
- Modern Family (2009-prezent)
- Moesha (1996-2001)
- The Mommies (1993–1995)
- Monk (2002–2009)
- The Monkees (1966–1968)
- Moonlighting (1985–1989)
- Mork & Mindy (1978–1982)
- Mr. Belvedere (1985–1990)
- Mr. Peepers (1952–1955)
- Mr. Sunshine (2011-2011)
- Mumbai Calling (2009)
- The Munsters (1964–1966)
- Murphy Brown (1988–1998)
- My Favorite Husband
- My Favorite Martian (1963–1966)
- My Little Margie (1952–1955)
- My Mother the Car (1965–1966)
- My Name is Earl (2005–2009)
- Mystery Science Theater 3000 (1988–1999)
- My Three Sons (1960–1972)
- My Two Dads (1987–1990)
- My Wife and Kids (2001–2005)
- My World and Welcome to It (1969–1972)

### N
- The Nanny (1993–1999)
- Nanny and the Professor (1970–1971)
- The New Adventures of Old Christine (2006–2009)
- The New Dick Van Dyke Show (1971-1974)
- New Girl (2011-prezent)
- The New Gidget (1986–1988)
- The New Leave It to Beaver (1983-1989)
- Newhart (1982–1990)
- NewsRadio (1995–1999)
- Night Court (1984–1992)
- Nikki (2000-2001)
- No Time for Sergeants
- Norm (1999-2001)
- Northern Exposure (1990–1995)
- Notes from the Underbelly (2007–present)

### O
- The Odd Couple (1970–1975)
- The Office (2005–present)
- Okay, Mother (1948–1951)
- One Day at a Time (1975–1984)
- One on One (2001–2006) UPN
- Operation Petticoat
- Our Miss Brooks (1952–1956)
- Out of Practice (2005–2006)
- Out of This World (1987–1991)
- Outnumbered (2007-prezent)
- Outsourced (2010–2011)

### P
- Paging You (1946–1948)
- Parker Lewis Can't Lose (1990–1993)
- The Parkers (1999–2004)
- Parks & Recreation (2009–present)
- The Partridge Family (1970–1974)
- The Patty Duke Show (1963–1966)
- The Penguins of Madagascar (2009–present)
- Perfect Strangers (1986–1993)
- Pete and Gladys
- Petticoat Junction (1963–1970)
- The Phil Silvers Show (1955–1959)
- Please Don't Eat the Daisies
- Portlandia (2011-prezent)
- Police Squad! (1982)
- The Powerpuff Girls (1998–2004)
- Private Secretary
- Punky Brewster (1984–1988)
- Psych

### Q
- Quintuplets (2004–2005)

### R
- The Real McCoys (1957–1963)
- Reba (2001–2007)
- The Red Buttons Show (1952–1955)
- The Red Green Show
- Reno 911! (2004–present)
- Ren & Stimpy Adult Party Cartoon (2003)
- The Ren & Stimpy Show (1991–1996)
- Retired at 35 (2011–present)
- Rhoda (1974–1978)
- Rita Rocks (2008–2009)
- Robot Chicken (2002–present)
- Rodney (2004–2006)
- Roc (1991-1994)
- Rocko's Modern Life (1993–1996)
- The Ropers (1979–1980)
- Roseanne (1988–1997)
- Rowan and Martin's Laugh-In (1968–1973)
- Room 222
- Rugrats (1991–2004)
- Rules of Engagement (2007–present)

### S
- Sabrina, the Teenage Witch (1996–2003)
- Samantha Who? (2007-2009)
- Sanford
- Sanford and Son (1972–1977)
- The Sarah Silverman Program (2007-2010)
- Saturday Night Live (1975–present)
- Saved by the Bell (1989–1993)
- Scare Tactics (2003–present)
- Scrubs (2001–2010)
- Seinfeld (1989–1998)
- Sesame Street (1969–present)
- Sex and the City (1998–2004)
- Silver Spoons (1982–1986)
- The Simpsons (1989–present)
- Sister, Sister (1994–1999)
- The Slap Maxwell Story (1987–1988)
- Sledge Hammer! (1986–1988)
- Small Wonder (1985–1989)
- Soap (1977–1981)
- Sonny with a Chance (2009–present)
- The Soup (2004–present)
- South Central (1994)
- South Park (1997–present)
- Spin City (1996–2002)
- SpongeBob SquarePants (1999–present)
- Sports Night (1998-2000)
- Square Pegs (1982–1983)
- Squidbillies (2005–present)
- Stacked (2005-2006)
- Step by Step (1991–1998)
- The Steve Harvey Show (1992-2002)
- Still Standing (2002–2006)
- Strangers With Candy (1999-2000)
- Suburgatory (2011–present)
- Suddenly Susan (1996–2000)
- The Suite Life of Zack & Cody (2005–2008)
- The Suite Life on Deck (2008–2011)

### T
- Talent Scoute (1948–1958)
- Tales From The Crypt (1989–1996)
- Tammy (1965–1966)
- Tattletales (1974–1978)
- Taxi (1978–1982)
- Teachers (2006)
- Temperatures Rising (1972–1974)
- Terry and June (1979–1987)
- Testees (2008)
- Thank God You're Here (2007)
- That '70s Show (1998–2006)
- That '80s Show (2002)
- That Girl (1966–1971)
- That's My Mama (1974–1975)
- That's So Raven (2003–2007)
- That Wonderful Guy (1949–1950)
- The Amanda Show {1999-2002}
- "The Hard TImes of RJ Berger (2010-prezent)
- Three's a Crowd (1984–1985)
- Three's Company (1977–1984)
- The Tick (2001-2002)
- 'Til Death (2006–2010)
- Tim and Eric Awesome Show Great Job (2007–present)
- Time Gentlemen Please (2000–2002)
- Titus (2000-2002)
- Toast of the Town (1948–1971)
- The Tonight Show (1954–present)
  - The Tonight Show Starring Johnny Carson (1962–1992)
  - The Tonight Show with Conan O'Brien (2009–2010)
  - The Tonight Show with Jay Leno (1992–2009, 2010-prezent)
- The Wayans Bros (1995-1999)
- Too Close for Comfort
- Topper
- The Torkelsons
- Tosh.0 (2009-prezent)
- Townies (1996)
- Tripping the Rift (2004-2005)
- Trollied (2011-prezent)
- True Jackson VP (2008–2011)
- Twenty Good Years (2006)
- Two and a Half Men (2003-prezent)
- Two Guys, a Girl and a Pizza Place (1998–2001)
- TV's Bloopers & Practical Jokes (1984–1993)
- Tyler Perry's House of Payne (2006, 2007–present)
- Tyler Perry's Meet the Browns (2009–present)
- Travis Upcoming show

### U
- Undeclared (2001-2002)
- The United States of Tara (2009-prezent)

### V
- The Venture Bros. (2003-prezent)
- Veronica's Closet (1997-2000)
- Victorious (2010–present)

### W
- Wanda at Large (2003)
- The War At Home (2005-2007)
- Watching Ellie (2002–2003)
- Webster (1983–1987)
- Weeds (2005-prezent)
- Welcome Back, Kotter (1975–1979)
- What I Like About You (2002–2006)
- What's Happening!! (1976–1979)
- What's Happening Now!!
- Where My Dogs At? (2006–present)
- Whose Line is it Anyway? (1998-2006)
- Who's the Boss? (1984–1992)
- The Wild Thornberrys (1998–2001)
- Will & Grace (1998–2006)
- Wilfred (U.S. serial TV) (2011-prezent)
- Wings (1990–1997)
- Wizards of Waverly Place (2007–2012)
- WKRP in Cincinnati (1978–1982)
- The Wonder Years (1988–1993)
- Workaholics (2011-prezent)

### Y
- Yes, Dear (2000–2006)

### Z
- Zoey 101 (2005–2008)